# 阿里·本·哈穆德
賽義德-阿里·本·哈穆德·布賽義迪（阿拉伯语：‎；1884年6月7日 - 1918年12月20日）又稱阿里二世，為尚吉巴蘇丹國的第八任蘇丹。期間，在他21歲之前，都是由英國第一大臣A·羅格斯攝政。然而到了1911年12月9日，他選擇退位並移居歐洲，並由其妹夫哈利法·本·哈魯卜繼位。